# 安德烈亚斯·布雷默
安德烈亚斯·“安迪”·布雷默（德語：Andreas "Andi" Brehme，1960年11月9日—2024年2月20日）是已退役的德国史上最伟大的后卫之一。布雷默在球员时代司职左后卫或左前卫，曾效力于凯泽斯劳滕、拜仁慕尼黑和国际米兰等强队，德国足球三驾马车之一。被认为是当时世界上最好的定位球主罚手之一，他在1990年世界杯足球赛（三进球三助攻）决赛第85分钟利用点球打进制胜球，帮助西德击败阿根廷夺冠。

## 生平
布雷默出生在汉堡，并在家乡球队乌尔伦霍斯特开始足球生涯。他在1980/81赛季在德乙球队薩爾布呂肯效力一个赛季后，加盟德甲球队凯泽斯劳滕。1984年，布雷默首次入选西德国家足球队。3月28日，他在和苏联的友谊赛中射进在国家队的首个进球，帮助西德队2比1击败对手。布雷默入选西德队参加1986年世界杯足球赛的名单，西德最终在决赛不敌阿根廷屈居亚军。世界杯后，他转投德甲豪门拜仁慕尼黑，并帮助球队获得1986/87赛季德甲联赛冠军。1988年，他离开德国，加盟意大利足球甲级联赛球队国际米兰。1988/89赛季，他是国际米兰获得联赛冠军的主力成员，同时还获得该年度意甲最佳球员的称号。他在1990年世界杯足球赛的淘汰赛阶段射进三球，其中包括决赛对阿根廷的制胜球，最终帮助西德队成为世界冠军。1992年，布雷默转投西甲球队皇家薩拉戈薩，一个赛季后回归凯泽斯劳滕。1998年，在凯泽斯劳滕创造以升班马身份夺得德甲联赛冠军的“凯泽斯劳滕奇迹”后，布雷默宣布退役。
退役后的布雷默成为一名足球教练。他在2000年至2002年期间曾执教凯泽斯劳滕，但在2002/03赛季前三轮取得1平2负后，布雷默被球队解职。2004年，他被任命为德乙球队翁特哈兴的主教练，但2005年4月由于球队濒临降级而离队。2005年夏季，他接受吉奥瓦尼·特拉帕托尼的邀请成为斯图加特的助理教练，2006年两人双双离队。
2024年2月20日，布雷默因心跳骤停逝世，享年63岁。